# Цитіпаті
Цитіпаті (Citipati, зі санскриту «господар похоронного вогню») — рід овірапторових динозаврів. Жили у пізній крейді, єдині залишки цитіпаті знайдено на території сучасної Монголії, у пустелі Гобі. Це один з найвідоміших овірапторидів, через кількість добре збережених скелетів, зокрема декількох екземплярів, знайдених над кладками яєць у позиції висиджування. Ці зразки допомогли підтвердити зв'язок між непташиними динозаврами і птахами.

## Опис
Цитіпаті були завдовжки приблизно 3 метри. Це найбільші після гігантораптора відомі овірапториди. Як і в решти овірапторидів, цитіпаті мали довгу шию та короткий хвіст (порівняно з більшістю інших тероподів). Череп короткий, пневматичний (усіяний отворами у кістковій структурі) і закінчувався міцним, беззубим дзьобом. Можливо найбільшою особливістю Citipati був високий гребінь, схожий до таких у сучасних казуарів. Гребінь був порівняно низьким у типового виду, C. osmolskae, та вищим і тупішим в екземпляра, якому ще не унікальну назву (тимчасово названий Citipati sp.).

### Назва
Назва Citipati складена зі слів на санскриті citi, що означає «похоронний вогонь, вогонь для кремації» та pati, що означає «хазяїн». У фольклорі тибетських буддистів, цитіпаті називалися двоє аскетів, яких обезголовив злодій, поки ті були глибоко у трансі. Цитіпаті часто зображаються як пара танцюючих скелетів, оточених полум'ям, звідси назва добре збережених овірапториних скелетів. Типовий вид Цитіпаті, Citipati osmolskae, названий Clark et al., в честь Halszka Osmólska, видатного палеонтолога, який спеціалізувався на овірапторидах та інших монгольських тероподах.

## Палеобіологія

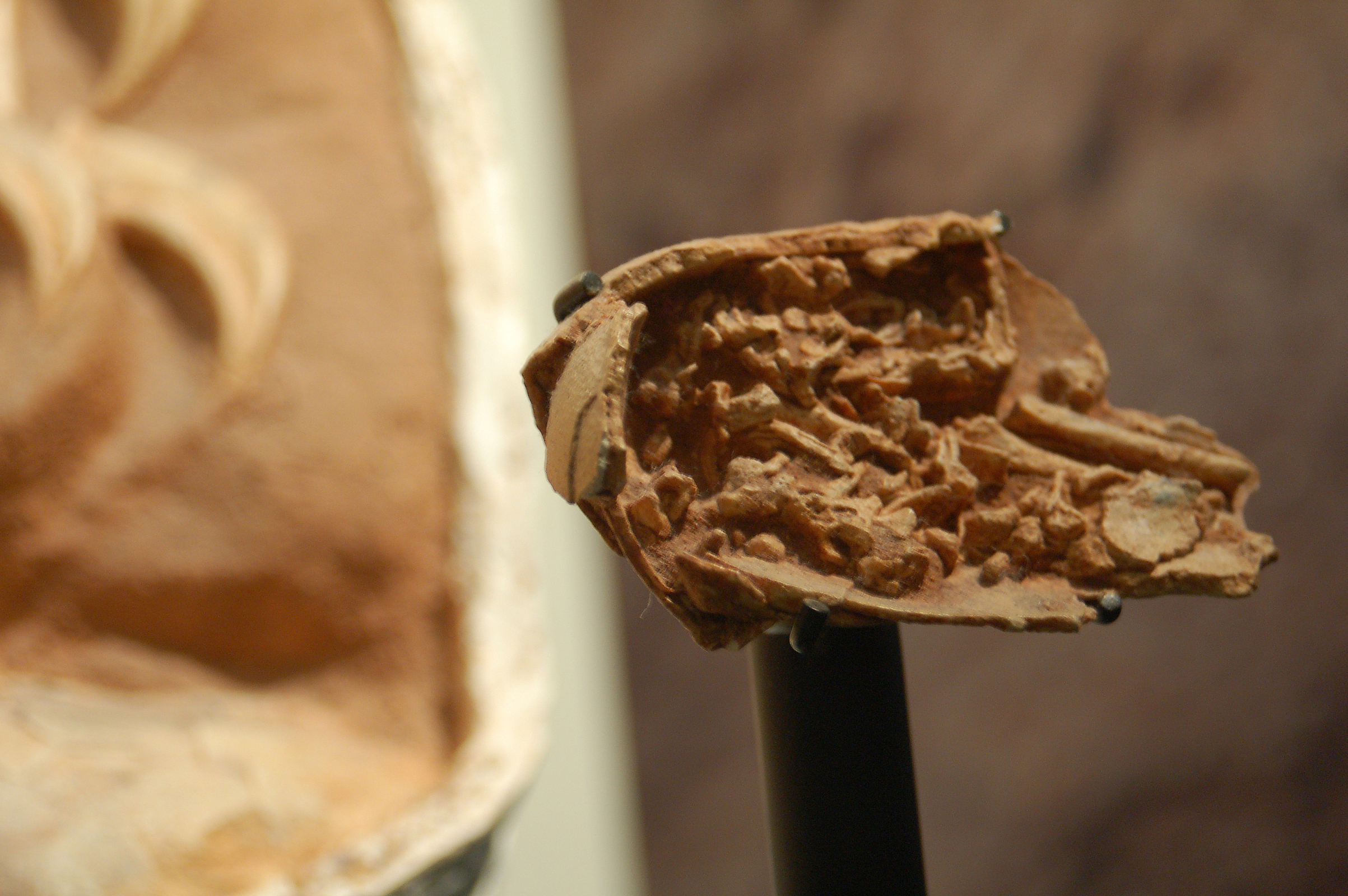
Яйце зі збереженим ембріоном Citipati osmolskae

### Гніздування, яйця, та ембріони

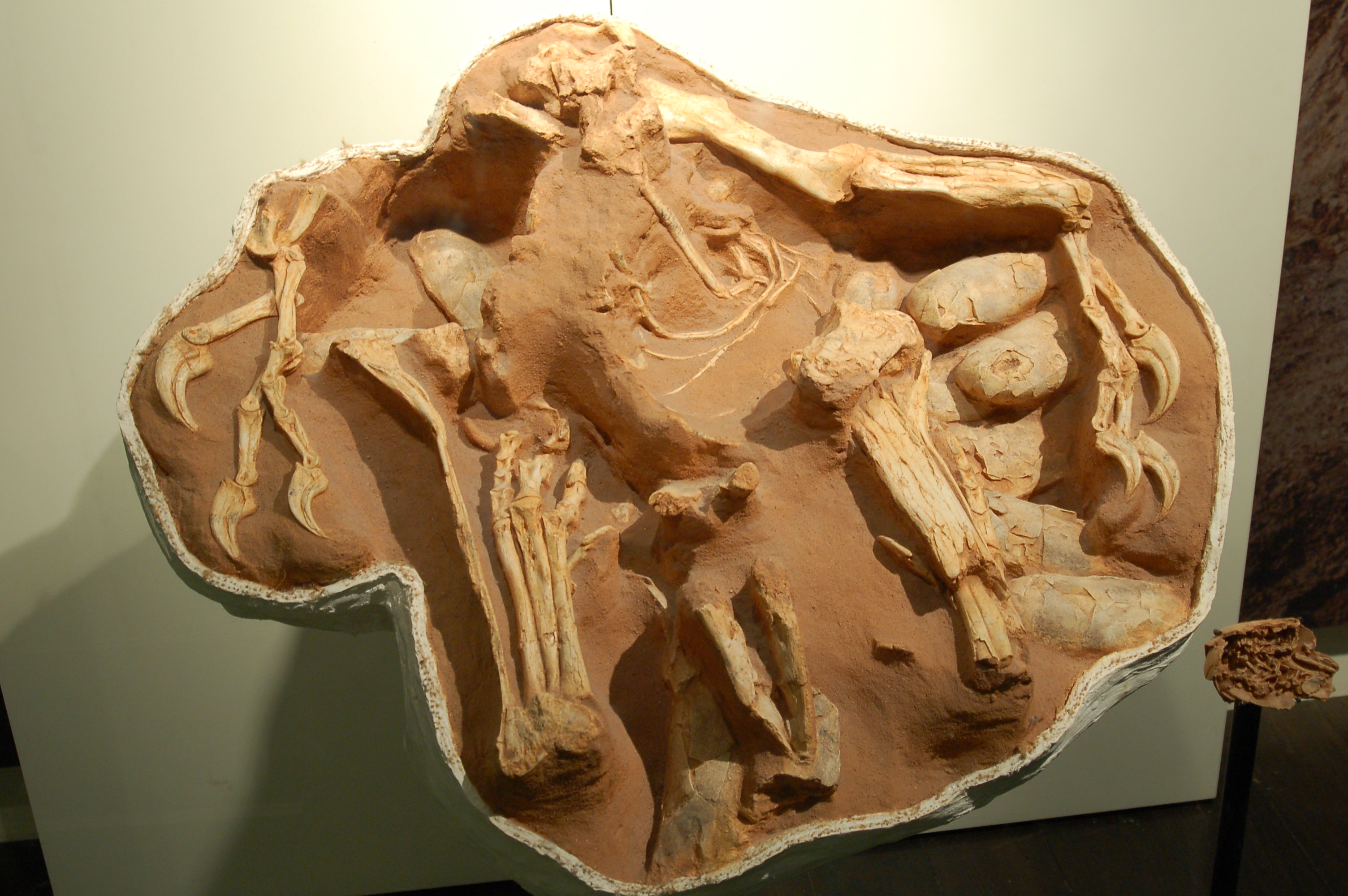
Гніздо екземпляра Citipati osmolskae у Американському музеї природничої історії у Нью-Йорку.

Як мінімум чотири екземпляри Citipati знайдено у позиції висиджування, найвідоміший з яких, великий екземпляр на прізвисько «Велика Матуся», був вперше анонсований у 1995, описаний у 1999, та віднесений до роду Citipati у 2001. Усі ці екземпляри, що гніздились, розташовані зверху кладок яєць, з кінцівками, розставленими симетрично на сторонах кладки, передні кінцівки прикривали периметр кладки. Ця поза використовується сьогодні тільки птахами і підтримує поведінковий зв'язок між птахами та тероподами. Висиджувальна позиція Citipati також підтримує гіпотезу про те, що овірапториди мали оперені передні кінцівки. Руки, які розгортаються уздовж боків гнізда, не могли б покрити собою усіх яєць, якби вони не мали покриття з пір'я.
Оскільки закам'янілі яйця динозаврів є рідкісними, яйця цитіпаті та овірапторидів загалом є досить відомими. Разом з чотирма відомими висиджуючими екземплярами в пустелі Гобі було відкрито десятки ізольованих овірапториних гнізд. Яйця Citipati за формою подібні до витягнутих овалів  і за текстурою та структурою шкаралупи нагадують яйця страусинових. У гнізді вони зазвичай лежали концентричними колами (до 3 шарів), а весь виводок міг складатися з 22 яєць. Яйця цитіпаті найбільші зі всіх овірапторидних (бл. 18 см). Для порівняння, яйця овіраптора були лише до 14 см завдовжки.